# Friedrich al VII-lea de Baden-Durlach
Friedrich al VII-lea Magnus de Zähringen(n. 23 septembrie 1647, Ueckermünde, Republica Democrată Germană, Germania – d. 25 iunie 1709, Karlsburg Castle⁠(d), Baden-Württemberg, Germania) a fost margraf de Baden-Durlach din 1677 până la moartea sa.
Născut la Ueckermünde, el a fost fiul lui Frederick al VI-lea, Margraf de Baden-Durlach și a soției acestuia, Christina Magdalena de Pfalz-Zweibrücken. I-a succedat tatălui său ca margraf în 1677. S-a implicat în Războiul de Nouă Ani și după Tratatul de la Ryswick în 1697, el a primit  titlul de margraf de Basel, deși era numai un titlu formal și el niciodată nu a deținut puterea reală asupra orașului elvețian.
A luat parte la Războiul Succesiunii Spaniole ca unul din liderii armatei imperiale; unele dintre bătălii s-au desfășurat pe teritoriile lui. A murit la Durlach în 1709 și a fost sucedat de fiul său, Karl al III-lea Wilhelm, Margraf de Baden-Durlach.

## Căsătorie și copii
S-a căsătorit cu ducesa Augusta Marie de Holstein-Gottorp la 15 mai 1670 la Husum. Ei au avut următorii copii:
- Frederic Magnus (13 ianuarie 1672 – 24 februarie 1672)
- Frederica Augusta (21 iunie 1673 – 24 iulie 1674)
- Christina Sophia (17 decembrie 1674 – 22 ianuarie 1676)
- Klaudia Magdalene Elisabeth (15 noiembrie 1675 – 18 aprilie 1676)
- Catherine (10 octombrie 1677 – 11 august 1746), în 1701 ea s-a căsătorit cu contele Johann Friedrich von Leiningen-Hartenburg
- Karl al III-lea Wilhelm, Margraf de Baden-Durlach (17 ianuarie 1679 – 12 mai 1738), s-a căsătorit cu Magdalena Wilhelmine de Württemberg
- Johanna Elisabeth (3 octombrie 1680 – 2 iulie 1757), în 1697 ea s-a căsătorit cu Eberhard Louis, Duce de Württemberg
- Albertine Frederica (3 iulie 1682 – 22 decembrie 1755), în 1704 ea s-a căsătorit cu Christian August de Holstein-Gottorp, Prinț de Eutin
- Christopher (9 octombrie 1684 – 2 mai 1723), el s-a căsătorit cu Marie Christine Felizitas zu Leiningen-Dagsburg-Falkenburg-Heidesheim
- Charlotte Sophia (1 martie 1686 – 5 octombrie 1689)
- Marie Anna (9 iulie 1688 – 8 martie 1689)